# Tântava
Tântava o Tîntava és un poble del municipi de Grădinari, de la província de Giurgiu a Romània, a la regió històrica de gran Valàquia, també anomenada Muntènia. És regat al nord pel Sabar i al sud per l'Argeș.

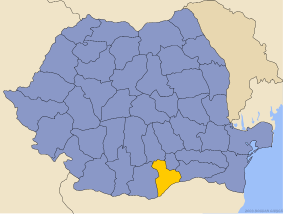
província de Giurigu a Romània

Limita amb Dârvari a l'est, Pădurea Mihai Vodă al nord, Comuna Grădinari al sud i Ogrezeni a l'oest. Els habitants conreen principalment cereals com el blat de moro, el blat, l'ordi i el sègol. Aquí també es conrea gira-sol, hortalisses (tomàquets, cogombres, col, fesols, amanida, patates, naps, raves, pastanagues, carabasses, albergínies, carbassó…) i fruites (gerds, maduixes, melons, raïm, albercocs, préssecs, pomes, cera cireres, prunes. Al sèctor de la ramaderia s'hi crien bovins, cabres, cavalls, pollastres, conills i altres animals domèstics. La majoria dels habitants són cristians ortodoxos.
Com a llocs d'interés hi ha l'església de la Trinitat d'una arquitectura força senzilla, un molí d'aigua, i molts boscs. La població va minvant. Tântava és el resultat de la fusió de Tântava-Banului i de Tântava Bălăşoaia, junts uns 1.180 habitants. Té una església, un molí d'aigua i una escola mixta. El 1950, el municipi va ser traslladat al districte de Mihăileşti i el 1952 al districte de Bucarest Videle. El 1968, el poble va tornar amb la seva composició actual a la província d'Ilfov. A la reorganització administrativa regional del 1981 va ser transferia a la província de Giurgiu.